# 優木明日花
優木 明日花（ゆうき あすか、1978年12月3日 - ）は、日本のAV女優。プライムエージェンシー所属。
出身地:東京都。身長:159cm。スリーサイズ:B89(E)・W56・H84cm。

## 略歴・人物
2010年10月にデビューした熟女系AV女優である。

## 出演作品

### アダルトビデオ
2010年
- 人妻AVデビュー 公開凌辱撮影会 （10月7日、マドンナ）
- 貸出された妻 （11月4日、タカラ映像）
- 女教師凌辱 （11月7日、マドンナ）
- 続 友達の母親 （11月18日、センタービレッジ）
- 手錠で繋がれた義母と僕 （12月7日、マドンナ）
- 大人の裏デート計画 Plan001 （12月16日、プレステージ）
- 幻母 父の留守中、母さんの肉体を独り占めする僕 優木明日花 （12月19日、VENUS）
- 卑猥なマドンナ　明日花 （12月25日、HMJM）

2011年
- 溜池ゴローを愛した女シリーズ 私、女として本当の悦びを知りました。 （2月1日、光夜蝶）
- 続 友達の母親DX Vol.8 （2月3日、センタービレッジ）
- 玄関先で露出スタイル挑発 興奮したマジ配達員に犯される奥様 （3月10日、ホットエンターテイメント）
- ばついち 6 訳ありの女 （3月25日、クリスタル映像）
- 慰みの生尻家政婦（4月7日、マドンナ）
- 羞恥で濡れる美熟女30人の痴態8時間（4月7日、マドンナ）
- 方言ドラマ 北陸・嶺南弁編 美人探偵生中出し物語 （4月8日、なでしこ）
- 中出し挙式レイプ 新夫の前で種付けされる花嫁、若妻（4月10日、グローバルメディアエンタテインメント）
- 抱いて下さい… 不倫情事にイキまくる性欲の溜まった不貞妻 （4月13日、溜池ゴロー）

### アダルトサイト
- 塚原京子 （舞ワイフ）